# Luigi Perenni
Luigi Perenni (Chienes, 6 giugno 1913 – Breuil-Cervinia, 28 agosto 1943) è stato uno sciatore di pattuglia militare e scialpinista italiano.

## Biografia
Originario della Val Pusteria, il nome di Alois Prenn è stato italianizzato in Luigi Perenni dopo l'annessione dell'Alto Adige al Regno d'Italia e dopo l'avvento del fascismo.
Luigi Perenni fu un ufficiale e apparteneva alla Scuola Militare di Alpinismo, l'odierno Centro Addestramento Alpino.
Il 28 agosto 1943 morì in un incidente facendo palestra di roccia a Cervinia.

## Carriera
Luigi Perenni prese parte ai IV Giochi olimpici invernali di Garmisch-Partenkirchen 1936, dove fece parte della squadra italiana di pattuglia militare, disciplina progenitrice del biathlon. Il Comitato olimpico internazionale aveva rifiutato l'ammissione di questa gara nel programma olimpico, ma, su espresso desiderio di Adolf Hitler, la pattuglia militare venne comunque certificata come sport dimostrativo. Nel 1936 la squadra italiana, composta oltre che da Perenni anche da Enrico Silvestri, Sisto Scilligo e Stefano Sertorelli, vinse la medaglia d'oro con il tempo di 2:28,35.0, precedendo la Finlandia (2:28,49.0) e la Svezia (2:35,24.0).
Inoltre Perenni vinse il Trofeo Mezzalama nel 1936 con Francesco Vida e Carlo Ronc e nel 1937 con Giuseppe Fabre e Anselmo Viviani. Nel 1941, insieme a Achille Compagnoni, Maurizio Celeste e Giovani Fantoni, si piazzò 3° nella staffetta ai Sport invernali Mondiali. Tra il 1933 e il 1941 si aggiudicava diversi titoli italiani giovanili e assoluti nella staffetta, nel fondo, nella combinata e nel salto.
Alla sua memoria è intitolata la caserma di Courmayeur dove ha sede il Reparto attività sportive (RAS) invernali del Centro Sportivo Esercito.